# Jan Zberowski
Jan Zberowski herbu Jastrzębiec – podstarości ciechanowski w 1679 roku.